# サン・ミッシェル高校
サン・ミッシェル高校（Institution Saint-Michel) は、フランスの "Solesmes" (オー＝ド＝フランス地域圏) にある寄宿学校のあるカトリック高校/カトリック学校。 カンブレのローマカトリック大司教によって1924年に設立され、国立教育省、高等教育研究省の契約はフランス政府によって署名された。2019年の時点で在学生は約1000人で、20キロメートルに及ぶ半径内のほぼ100の自治体から通学している。校舎には何世紀も前の城の建物を使用している。

## 歴史

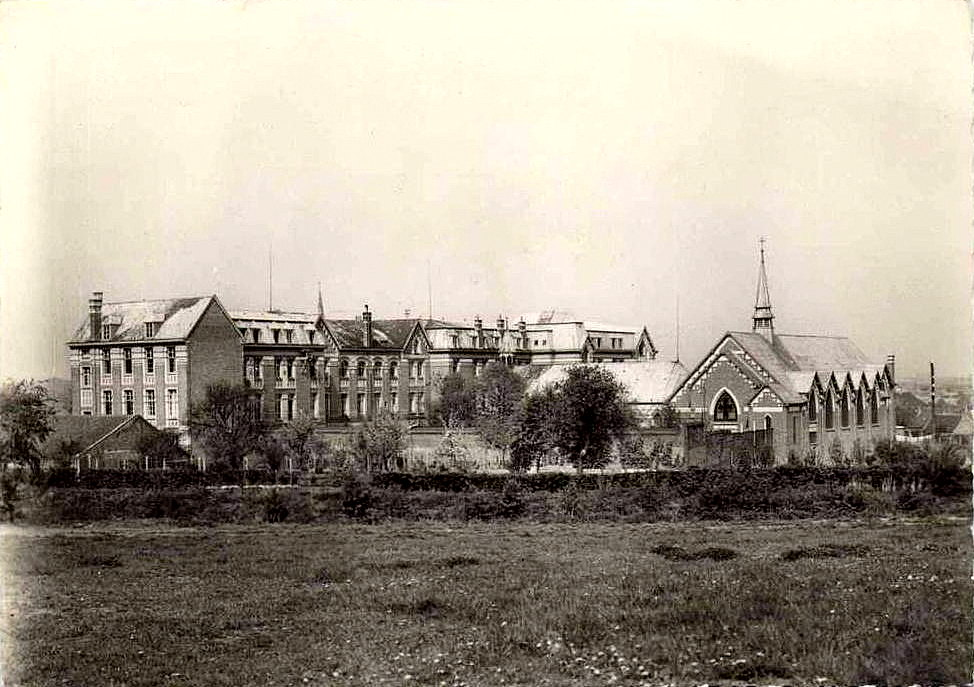
1927

## インターナショナル

### ツインアレンジメント
Institution Saint-Michel は、カリフォルニア州サンディエゴにあるPatrick Henry High School（アメリカ合衆国）、WesthamptonにあるHampshire Regional High School、マサチューセッツ（アメリカ合衆国）、リーズのグラマースクール GSAL（イギリス）、デュッセルドルフ（ドイツ）の「ゲーテギムナジウム」、チェシン（ポーランド）の「ミコシャイコペルニク第二高校」など、西側世界の教育センターと長い間交流パートナーシップを築いてきた。

### 日本との関わり
学校は70年代から日本の交換留学生を歓迎している。